# Lynx pardelle
Lynx pardinus
Pour les articles homonymes, voir Lynx.
Espèce
Statut de conservation UICN

VU : Vulnérable
Statut CITES
Répartition géographique
Le Lynx ibérique ou Lynx d'Espagne (Lynx pardinus), ou Lynx pardelle, est une espèce du genre Lynx.

## Caractéristiques
Comme tous les lynx, la face du Lynx ibérique est ornée d'un collier de poils longs autour du cou et d'oreilles triangulaires surmontées d'une touffe de poils noirs. Il n'a que 28 dents au lieu des 30 habituelles chez les félins. La queue courte se termine par un manchon noir. Les jambes sont longues et les pieds volumineux en comparaison du reste du corps.
Le Lynx ibérique a une robe beaucoup plus tachetée que celle des autres espèces du genre Lynx.
Le Lynx ibérique pèse en moyenne 9 à 13 kg, le mâle étant en général plus gros et plus grand que la femelle. La longueur totale est de 85 à 110 cm avec une queue entre 12 et 13 cm,,. La hauteur au garrot est de 42 à 47 cm.
Le Lynx ibérique est un excellent sauteur, grâce à ses membres postérieurs particulièrement adaptés au bond : à titre d'exemple, un lynx captif s'est évadé en sautant par-dessus une clôture électrifiée de quatre mètres.

## Écologie et comportement

### Alimentation
Le Lynx pardelle chasse principalement les lapins européens qui représentent 80 à 100 % de son alimentation. Cela explique son aire de répartition restreinte à la péninsule ibérique (d'où le lapin est originaire)[réf. nécessaire]. En absence de lapins, il se nourrit de rongeurs, de lièvre ibérique, d'oiseaux (perdrix rouge, canards, oies) et occasionnellement de juvéniles de cerf élaphe et daim.
Cependant, une consommation de carcasses d'ongulés d'origine anthropogène, résultant de la chasse ou de mort naturelle, a été observée dans une petite population réintroduite en 2014 dans le centre de l'Espagne dans la région des Monts de Tolède. Ce comportement de charognard facultatif a été observé dans un contexte d'abondance tout au long de l'année de sa proie de prédilection, le lapin, qui permettrait en théorie d'assurer le maintien de la population de lynx reproducteurs sans avoir recours à la consommation de charogne.
Les félins sont habituellement considérés comme des prédateurs obligatoires, ayant une forte préférence pour les proies fraîchement tuées, et qui ne consomment que rarement des carcasses qu'ils n'ont pas tuées eux-mêmes. Ainsi, le Lynx pardelle pourrait jouer un rôle dans la guilde des charognards facultatifs. Ceci s'accorde avec le principe de stratégie optimale de recherche de la nourriture, c'est-à-dire que c'est l'exploitation d'une ressource trophique est déterminée par sa disponibilité et son coût d'accès bas. De plus, dans un habitat contenant une densité de proies suboptimale, la consommation de charogne pourrait augmenter et permettre au Lynx ibérique d'étendre son aire de répartition,.
La consommation de charogne par le lynx pardelle n'est cependant pas sans risques, les carcasses pouvant par exemple contenir des pathogènes, du plomb provenant de la chasse au fusil,, ou être empoisonnées volontairement,.
Le Lynx pardelle exerce une pression de prédation sur la mangouste ichneumon (Herpestes ichneumon), elle-même grande prédatrice de lapin. La présence du Lynx pardelle augmente donc la quantité de lapins, ce qui est un exemple de cascade trophique.

### Reproduction
La femelle donne généralement naissance en avril après deux mois de gestation. De 1 à 5 jeunes naissent après 63 à 68 jours de gestation. Ils sont aveugles et ne pèsent pas plus de 250 g[réf. nécessaire]. L'âge d'émancipation est de 7 à 10 mois, et les jeunes sont sexuellement matures à 33 mois pour les mâles et 21 mois pour les femelles.

## Habitat et répartition
Deux noyaux de population principaux existent dans le sud de l'Espagne, un dans une zone montagneuse (Sierra Morena) caractérisée par un paysage de dehesa, et un dans la zone côtière du Coto Doñana, caractérisée par des plaines sableuses et des dunes embroussaillées. Sa principale restriction en termes d'habitat est la présence d'une densité forte de lapins et de zones de quiétude (ravines, broussaille dense) pour la mise bas.[réf. nécessaire]

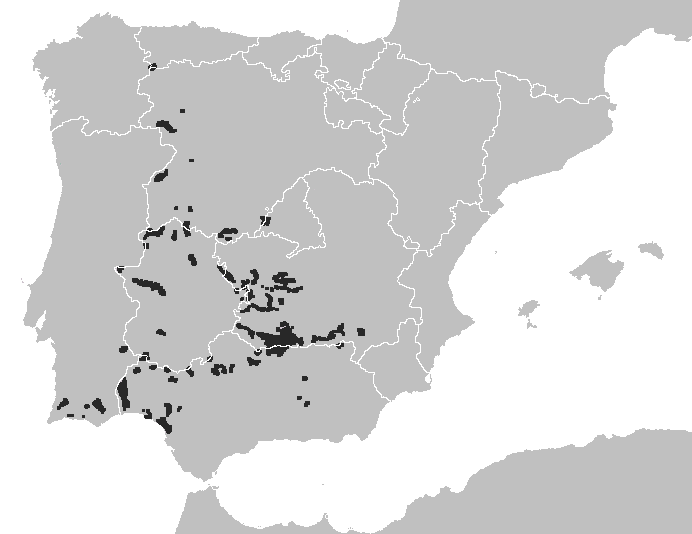
Répartition du lynx ibérique en 1960.

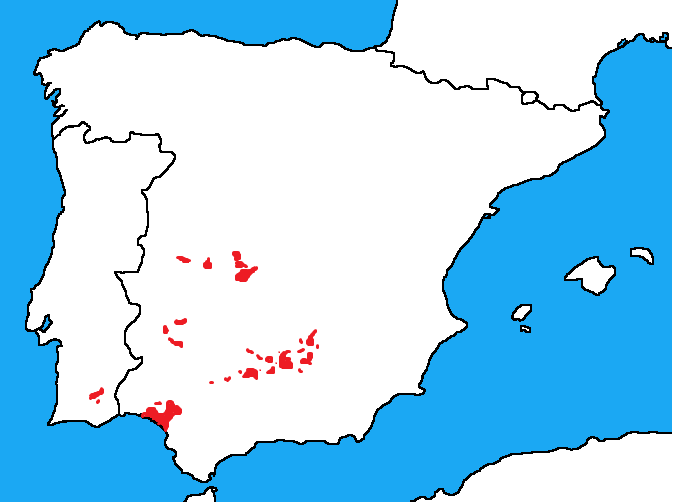
Répartition de L. pardinus en 2020

Le lynx ibérique, extrêmement menacé, a vu sa population chuter drastiquement durant la fin du XXe siècle en raison des épidémies de myxomatose et surtout de maladie hémorragique virale qui ont décimé sa proie principale, le lapin, et d'importants réseaux routiers qui ont fragmenté son habitat et augmenté le nombre de collisions avec des véhicules : les populations de lynx ibérique ont diminué de 80 % en l'espace de vingt ans.
Au début du XXe siècle, il y avait environ 100 000 Lynx en liberté vivant entre le sud de l'Espagne et le Portugal. Dans les années 1960, la population était estimée à environ 5 000 individus dans la Péninsule ibérique. Dans les années 1980, la population est descendue à environ 1 000 à 1 200 individus, sur une superficie d'environ 11 000 km2, et en 2005, il ne restait plus que 160 individus sur une superficie ne couvrant plus que 585 km2. Cependant, les effectifs ont tendance au cours de ces dernières années à remonter. En 2013, la population était d'environ 312 lynx contre 94 dix ans plus tôt,, passant en 2017 à 589 félins (dont 448 en Andalousie), et au dernier dénombrement de 2019 à 855 individus (80 % en Espagne et 20 % des félins au Portugal) permettant d'entrevoir la sauvegarde de l'espèce à l'horizon 2040 avec une population stable et variée génétiquement de 3 000 lynx (dont 750 femelles).

## Classification

### Analyse génétique
La phylogénie s'est longtemps basée sur l'étude des fossiles d'un animal afin de préciser l'apparition et l'évolution d'une espèce. La phylogénie moderne s'appuie essentiellement sur les analyses génétiques en raison du nombre peu important de fossiles de félins. Le premier félin daterait d'il y a 11 millions d'années. L’ancêtre commun des lignées Leopardus, Lynx, Puma, Prionailurus et Felis aurait traversé la Béringie et colonisé l’Amérique du Nord il y a environ 8 à 8,5 millions d’années. Il y a 7,2 millions d’années, la lignée des lynx diverge de celle des pumas. Le dernier ancêtre commun à tous les lynx date d’il y a 3,2 millions d’années au Pliocène.
Arbre phylogénétique du genre Lynx
|  | Lynx canadensis - Lynx du Canada                                                          |
|  |                                                                                           |
|  | \| \| Lynx lynx - Lynx boréal \| \| \| \| \| \| Lynx pardinus - Lynx pardelle \| \| \| \| |
|  |                                                                                           |
|  | Lynx lynx - Lynx boréal                                                                   |
|  |                                                                                           |
|  | Lynx pardinus - Lynx pardelle                                                             |
|  |                                                                                           |

|  | Lynx lynx - Lynx boréal       |
|  |                               |
|  | Lynx pardinus - Lynx pardelle |
|  |                               |

|  | Lynx canadensis - Lynx du Canada                                                          |
|  |                                                                                           |
|  | \| \| Lynx lynx - Lynx boréal \| \| \| \| \| \| Lynx pardinus - Lynx pardelle \| \| \| \| |
|  |                                                                                           |
|  | Lynx lynx - Lynx boréal                                                                   |
|  |                                                                                           |
|  | Lynx pardinus - Lynx pardelle                                                             |
|  |                                                                                           |

|  | Lynx lynx - Lynx boréal       |
|  |                               |
|  | Lynx pardinus - Lynx pardelle |
|  |                               |

### Le Lynx d'Issoire
Bien que les fossiles soient rares chez les félins, les lynx font office d'exception. Le Lynx d'Issoire (Lynx issodoriensis) est généralement considéré comme l'ancêtre commun du genre Lynx. Possédant une aire de répartition très large, Lynx issiodorensis présentait une morphologie proche des félinés tout en ayant les caractéristiques des lynx, : une queue courte et la dentition à 28 dents. Plusieurs hypothèses d'« apparitions » des lynx modernes au travers de la forme intermédiaire du Lynx d'Issoire ont été proposées. Une première hypothèse suggère une divergence en trois lignées distinctes : L. pardinus, L. lynx, et L. rufus ; dans cette première hypothèse, L. canadensis descend de L. lynx.
Les premières formes de Lynx pardinus pourraient dater de fossiles attribués à Lynx issiodorensis du Pléistocène moyen selon Argant (1996). Le Lynx des cavernes Lynx pardinus speleus ou Lynx spelaea, dont des traces ont été retrouvées dans les grottes de l’Observatoire à Monaco et de Grimaldi en Italie, possède des caractéristiques intermédiaires entre Lynx lynx et Lynx pardinus. Il est possible que le lynx d’Issoire ait évolué vers le lynx des cavernes qui par la suite a évolué vers le lynx ibérique . Des études menées tant sur la morphologie que sur le squelette du Lynx ibérique ont mis en évidence la sympatrie entre le Lynx ibérique et le Lynx boréal au sud-ouest de l’Europe durant le Pléistocène. Les deux espèces sont à présent considérées comme allopatriques. Le Lynx d'Eurasie Lynx lynx est plus éloigné de Lynx issiodorensis que le Lynx ibérique ; une hypothèse proposée est que le Lynx boréal, originaire d'Asie, aurait repoussé le Lynx ibérique sur la péninsule espagnole.

## Menaces et conservation

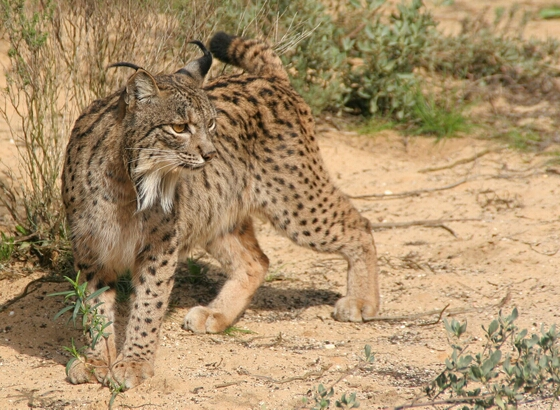
Un lynx ibérique dans son environnement.

C'est une espèce en situation critique. Sa principale ressource alimentaire, la population de lapins, a pâti des épidémies successives de myxomatose et de fièvre hémorragique. De plus les populations de lynx sont sévèrement fragmentées, notamment à cause des monocultures intensives (oliviers, fraises, notamment). Par exemple des cultures de fraises illégales (par ailleurs très polluantes) empiètent sur plus de 100 ha dans le parc naturel national de Doñana. Le trafic routier est une autre menace importante. Enfin, le lynx pardelle, comme les autres carnivores menacés de la péninsule ibérique (aigle ibérique, loup, vautour percnoptère) est régulièrement victime des appâts empoisonnés déposés à l'intention des renards et autres petits carnivores jugés nuisibles.
En 2010, trois spécimens élevés en captivité sont morts d'une infection rénale chronique d'origine inconnue et plus d'un tiers des individus captifs présentent des symptômes de cette maladie.

### Préservation de l'espèce

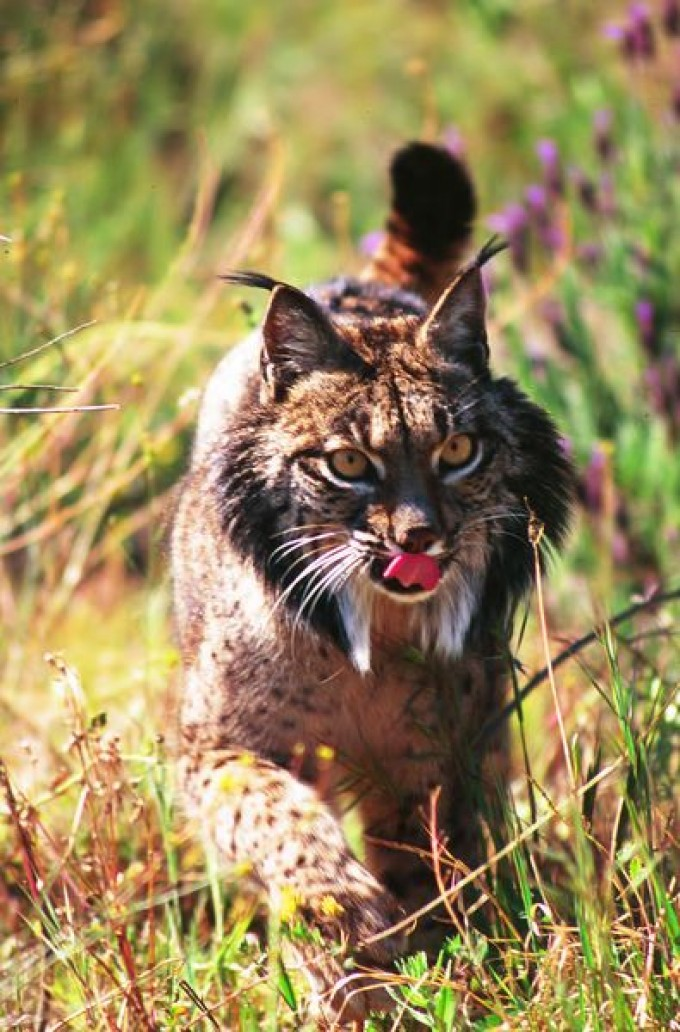
Lynx ibérique dans le parc national de Doñana.

Face à cette menace, des projets de préservation, de renforcement, et de réintroduction de l'espèce ont été mis en place, notamment en Andalousie. La Commission européenne a soutenu ces projets  grâce au programme LIFE (l'instrument financier pour l'environnement) piloté par la DG environnement. Ces projets visent à améliorer la population du lynx ibérique en Andalousie et à favoriser son expansion. Plusieurs types d'actions doivent alors être envisagés pour garantir le succès des projets, tels que la restauration de leur habitat, l'amélioration de la population de lapins pour leur assurer une alimentation viable, l'élimination des causes de mort non naturelles (comme les collisions routières et les empoisonnements), faciliter la liaison entre les populations isolées, et sensibiliser la population en améliorant leur perception du lynx. Cette liste n'est pas exhaustive.

Un projet de renforcement de population est également en cours en Andalousie. Ce projet est jumelé avec un programme d'élevage en captivité (conservation ex situ) des individus en vue de les réintroduire dans la vie sauvage ultérieurement. Un budget de plus de 25 millions d'euros a été débloqué pour ce projet. La contribution LIFE est à hauteur de 10 millions d'euros.
Un programme d'élevage du Lynx pardelle a été décidé en urgence en juin 2003. Le parc national de Doñana met en place plusieurs systèmes permettant de fournir aux lynx sauvages de quoi se nourrir sans émousser leur instinct de chasseur : des lapins sont contenus dans des enclos spéciaux, difficiles d'accès et proposant de nombreuses cachettes. En parallèle, le centre de reproduction permet d'accroître rapidement la population : toutes les naissances devraient, à terme, être réintroduites.
En juin 2024, L'Union internationale pour la conservation de la nature annonce que le lynx ibérique est passé du statut d'espèce en voie de disparition à celui d'espèce vulnérable pour la première fois depuis 1986, après que le recensement de 2023 ait montré une population de 2 021 spécimens.

## Utilisation comme emblème
En mars 2009, la figure du lynx pardelle a été utilisée dans une campagne d'affichage anti-avortement menée par le clergé espagnol. L'affiche montre un petit lynx estampillé « Lynx protégé », à côté un bébé qui implore « Et moi ? Protège ma vie ! ». Le lynx ibérique est également l'emblème de la  Réserve naturelle de la Serra da Malcata.